# Девън Сауа
Девън Едуард Сауа (на английски: Devon Edward Sawa) е канадски актьор.

## Биография
Девън е роден е на 7 септември 1978 г. във Ванкувър, Канада, в семейството на Джойс (Joyce) и Едуард Сауа (Edward Sawa). Има сестра Стефани (Stephanie) и брат Брендън (Brandon).
Девън, което по принцип е женско име, е избрано от родителите му с помощта на книга с имена. Тя случайно се отворила на буквата „д“ и било най-горе на страницата. Често в България погрешно се изписва и/или произнася „Девон Соуа“ или „Сава“.
Актьорът започва кариерата си като модел. Снима се в няколко рекламни клипа. По-късно участва на кастинг за филма „Каспър“ и бива нает. Сауа се превръща в едно от най-известните деца-актьори, наред с Маколи Кълкин и Илайджа Ууд. В пиковия момент на кариерата му е на корицата на десетки списания – главно за тийнейджъри.
Девън Сауа живее в Лос Анджелис.

## Филмография

### Реклами
- за Nerf Toys

### Филми
- The Odyssey (1992, TV)
- Sherlock Homes Returns (1993)
- Little Giants (1994)
- Каспър (Casper) (1995)
- Екшън Мен (Action Man) (1995, озвучаващ глас)
- Lonesome Dove: The Outlaw Years (1995)
- Сега и тогава (Now and Then) (1995)
- Робин от Локсли (Robin of Locksley) (1996, TV)
- Night of the Twisters (1996)
- The Boy's Club (1997)
- Дивата Америка (Wild America) (1997)
- A Cool, Dry Place (1998)
- SLC Punk! (1999)
- Around the Fire (1999)
- Палави ръце (Idle Hands) (1999)
- Последен изход (Final Destination) (2000)
- The Guilty (2000)
- Slackers (2002)
- Екстремисти (Extreme Ops) (2002)
- Спайдър-Мен: Новите анимационни серии (Spider-Man: The New Animated Series) (2003, в ролята на Флаш Томпсън – озвучаващ глас)
- Extreme Dating (2004)
- The Shooting Gallery (2005)
- Hunter's Moon (2006)
- Никита: Отмъщението (Nikita) (2010 – 2013)

### Музикални клипове
- „Father“ – Why Stores
- „Natural Blues“ – Моби
- „Stan“ – Еминем

## Награди и номинации
- 1997 – номинация в категорията „Най-добра игра в ТВ/Минисериал“ на Young Artist Awards за участието си в „Night of the Twisters“;
- 2000 – номинация в категорията „Най-добра игра от млад актьор“ на Saturn Awards за участието си в „Палави ръце“;
- 2001 – номинация в категорията „Любим актор (интернет гласуване)“ на Blockbuster Entertainment Awards за участието си в „Последен изход“;
- 2001 – награда за „Най-добра игра от млад актьор“ на Saturn Awards за участието си в „Последен изход“;